# Taină (sacrament)
Sfânta Taină (în greacă μυστήριον, mystérion, în latină mysterium sau sacramentum) este în creștinism semnul văzut prin care se administrează harul nevăzut, în vederea sfințirii și mântuirii credincioșilor.
Această definiție a fost dezvoltată de Sfântul Augustin, care în scrierile sale a definit sacramentul ca fiind întâlnirea cuvântului vorbit cu materia  concretă (apa, pâinea, vinul, etc.), din aceasta rezultând taina: accedit verbum ad elementum et fit sacramentum.

## Diferențe de definiție
În general, în protestantism, pentru ca o ceremonie să fie taină (sacrament), e nevoie și de cel puțin o referință scripturară, din care să reiasă că a fost instituită de Isus din Nazaret. Martin Luther urmează tot definiția lui Augustin, dar argumnetează că rituri precum căsătoria existau și înainte de Cristos, în lumea păgână, drept urmare, nu le consideră taine, ci doar simple ritualuri. 

## Numărul tainelor (sacramentelor)
Bisericile ortodoxe, Biserica Catolică și Bisericile vechi orientale numără șapte taine (sacramente):
- Botezul;
- Mirungerea;
- Euharistia;
- Spovedania;
- Hirotonirea;
- Cununia;
- Maslul (Ungerea bolnavilor).

Biserica Evanghelică-Luterană numără doar trei taine (sacramente): botezul, euharistia și spovedania. 
În Biserica Anglicană și în Bisericile Protestante, altele decât cele luterane, doar botezul și euharistia sunt considerate taine (sacramente).
Totuși, în Bisericile evanghelice scandinave și în Biserica Anglicană, celelalte patru, respectiv cinci ceremonii pot fi considerate drept "taine mici" („sacramente mici”).